# Алёхина, Марина Анатольевна
Марина Анатольевна Алёхина — российская журналистка, главный редактор газеты «Хакасия» с 2019 года.

## Биография
Марина Алёхина родилась в селе Новороссийское Алтайского района Хакасской автономной области. Училась в Красноярском государственном университете по специальности «журналистика», стажировалась в газетах «Красноярский комсомолец» и «Красноярский рабочий». Была ответственным секретарём газеты «Черногорский рабочий». Работала в красноярских отделениях федеральных изданий «Российская газета» и «Аргументы и факты», на протяжении девяти лет была собственным корреспондентом красноярского отделения «Комсомольской правды».
После переезда в Абакан работает в республиканской газете «Хакасия»; занимала должности корреспондента, ответственного секретаря и заместителя главного редактора, с 2019 года является главным редактором. Некоторое время была пресс-секретарём Управление Федеральной антимонопольной службы по Хакасии.

## Награды
- Диплом в номинации «Возвращенные имена» Всероссийского конкурса журналистов региональных СМИ «У войны национальности нет!» (2020)[3].
- Диплом в номинации «Лучший автор» конкурса Русгидро «Энергия воды-2020»[3].
- Заслуженный работник культуры Республики Хакасия[4].